# Turmhügel Sonderdilching
Der Turmhügel Sonderdilching ist eine abgegangene mittelalterliche Turmhügelburg (Motte) im Dorf Sonderdilching, Ortsteil der Gemeinde Weyarn im Landkreis Miesbach in Bayern.
Von der ehemaligen Mottenanlage ist noch der Rest eines Turmhügels östlich des Hauses auf dem Flurstück Nr. 87 erhalten. Der Turmhügel liegt 370 m nördlich der Filialkirche St. Michael in Sonderdilching. Die Anlage wird als Bodendenkmal unter der Aktennummer D-1-8036-0011 im Bayernatlas als „verebneter Turmhügel des hohen oder späten Mittelalters“ geführt. 